# Vester Tørslev Sogn
Vester Tørslev Sogn er et sogn i Hobro-Mariager Provsti (Århus Stift).
I 1800-tallet var Svenstrup Sogn anneks til Vester Tørslev Sogn. Vester Tørslev hørte til Nørhald Herred, Svenstrup til Onsild Herred, begge i Randers Amt. Vester Tørslev-Svenstrup sognekommune blev ved kommunalreformen i 1970 indlemmet i Mariager Kommune, som ved strukturreformen i 2007 indgik i Mariagerfjord Kommune.
I Vester Tørslev Sogn ligger Vester Tørslev Kirke.
I sognet findes følgende autoriserede stednavne:
- Bolsbjerg Huse (bebyggelse)
- Røverstuen (areal)
- Tørslev Hede (areal)
- Vester Tørslev (bebyggelse, ejerlav)